# نیکو گراناتوفسکی
نیکو گراناتوفسکی (انگلیسی: Nico Granatowski؛ زادهٔ ۳ ژوئن ۱۹۹۱) بازیکن فوتبال اهل آلمان است.
از باشگاه‌هایی که در آن بازی کرده‌است می‌توان به باشگاه فوتبال وولفسبورگ اشاره کرد.